# 前田甘露
前田 甘露（まえだ かんろ、9月5日 - ）は、日本の作詞家。奈良県出身。

## 作詞提供
逢田梨香子
- 「アズライトブルー」
- 「君がくれた光」

ideal peco
- 「アコガレリスト」

アイドルマスター シャイニーカラーズ
- 「FUTURITY SMILE」
- 「絶対正義 EVERY DAY」
- 「想像のつばさ」

@onefive
- 「Ring Donuts」[3]

大原櫻子
- 「Fanfare」

神谷浩史
- 「Summer Storm」

木村拓哉
- 「Speaking to world」

CANDY TUNE
- 「未完な青春」

京都男子
- 「青春京奏曲」
- 「花火はいつ、打ちがるのか？」
- 「免許皆伝・恋之巻」
- 「天上天下ぱらだいす」
- 「生涯不変武勇譚」
- 「強がりMagic Heart」

クマリデパート
- 「ふたりじめアイスクリーム」（早桜ニコ＆優雨ナコ）

志麻＆となりの坂田。
- 「THE CROSSING SOUL」

10神ACTOR
- 「Zeals」
- 「君と叶えたい夢があるから」

電音部
- 「桃源郷コンダクター」

東京女子流
- 「ストロベリーフロート」

TrySail
- 「この幸せが夢じゃないなら」

NORD
- 「Lover's Flavor」
- 「ハジマリスト」
- 「誰よりも君と」

橋本裕太
- 「春服」（橋本裕太と共作）

Purpure☆N.E.O
- 「Top Challenger」

PINK CRES．
- 「サプリ」

B.O.L.T
- 「axis」（やぎぬまかなと共作）

Little Glee Monster
- 「はじまりのうた」
- 「Never ending dreamer」
- 「Go My Way!」
- 「好きだ。」（丸谷マナブと共作）
- 「会いにゆく」（丸谷マナブと共作）
- 「全力REAL LIFE」（丸谷マナブ、津川ゆりあと共作）
- 「小さな恋が、終わった」（CHI-MEYと共作）

レヴィ・エリファ
- 「深夜32時」

ロッカジャポニカ
- 「神様になれるプログラム」

ROF-MAO
- 「Do or Die」

## アニメ、ゲーム、特撮
三者三葉（2016年）
- 「ぐーちょきパレード」（歌：とりぷる♣ふぃーりんぐ[メンバー 1]） - エンディングテーマ[4]

デジモンアドベンチャー tri.（2017年）
- 「キボウノツバサ」（歌：高石タケル（榎木淳弥））
- 「芽生えた強さ」（歌：望月芽心（荒川美穂））
- 「Blooming your Heart」（歌：パルモン（山田きのこ））

アニマエール！（2018年）
- 「One for All」（歌：神ノ木高校チアリーディング部[メンバー 2]） - エンディングテーマ[5]

ありふれた職業で世界最強（2019年）
- 「金色に染まる夜明け」（歌：ユエ（桑原由気））
- 「FUTURE STEP」（歌：シア（高橋未奈美））
- 「DRAGON’S HIGH」（歌：ティオ（日笠陽子））
- 「自分色の未来」（歌：白崎香織 (大西沙織)＆八重樫雫 (花守ゆみり)）
- 「Harvest」（歌：畑山愛子（加隈亜衣））

神田川JET GIRLS（2019年）
- 「ふたりで駆ける道だから」（歌：波黄 凛（篠原侑)、蒼井ミサ(小原莉子)）
- 「オマカセHERE☆WE☆GO☆」（歌：ジェニファー・ピーチ(Lynn)、エミリー・オレンジ(ファイルーズあい)）
- 「STOIC×STRENGTH」（歌：紫集院かぐや(田所あずさ)、満腹黒丸(洲崎綾)）

警視庁 特務部 特殊凶悪犯対策室 第七課 -トクナナ- （2019年）
- 「Just in brave」（歌：七月清司（下野紘））
- 「Seek for...」（歌：二条クジャク（鈴木達央））

AIドロイド RAISING（2020年）
- 「最高☆アイドロイド」
- 「Dang Dong♡Dang Dong」
- 「らいじんぐ・でいず♪」
- 「デュアル*シンギュラリティ」

（歌：Twin -くるズ !!（LOVE（咲々木瞳)、EVE(宮崎珠子)） 
Dragon's Bite 〜龍王ノ宴〜（2021年）
- 「Gustation Gamer」（歌：郭嘉（榊原優希））

舞台『刀剣乱舞』天伝 蒼空の兵 -大坂冬の陣-（2021年）
- 「冱つ深む時雨」（作詞協力）
- 「天天蒼蒼」（作詞協力）

テイルズオブシリーズ
- 「Positive Gate」（歌：Tales of Dreamers（緑川光、小西克幸、小野坂昌也、鈴木千尋、鳥海浩輔、木村良平、逢坂良太、竹本英史））

Tokyo 7th シスターズ
- 「HOLY QUEEN」（歌：CASQUETTE'S）
- 「陽だまりの世界地図」（歌：SEASON OF LOVE）
- 「Reach for the Meteor」（歌：Asterline）

### ユニットメンバー
1. ↑  和久井優、金澤まい、今村彩夏
2. ↑  鳩谷こはね（尾崎由香）、猿渡宇希（井澤美香子）、有馬ひづめ（山田唯菜）、舘島虎徹（楠木ともり）、牛久花和（白石晴香）